# Sascha Mamczak

Sascha Mamczak (2006)

Sascha Mamczak (* 1970) ist ein deutscher Autor, Lektor und Herausgeber von Science-Fiction-Literatur.

## Leben
Mamczak studierte an den Universitäten in München und Edinburgh zunächst Politikwissenschaft, Volkswirtschaft und Öffentliches Recht. Anschließend arbeitete er als freier Journalist sowie für den Tilsner Verlag. In dieser Zeit verfasste er zudem Film- und Buchrezensionen und betreute den gesamten redaktionellen Ablauf des von 1986 bis 1998 erscheinenden Magazins science fiction media.
Seit 1998 ist Mamczak als Lektor im Heyne Verlag tätig; vorzugsweise für die Perry-Rhodan-Reihe. Er betreut innerhalb des Verlages außerdem seit 2002 das gesamte Fantasy-, Mystery- und Science-Fiction-Programm, nachdem diese Aufgabe vor allem für letzteren Bereich fast dreißig Jahre lang von Wolfgang Jeschke wahrgenommen wurde. Von 2003 bis 2016 gab Mamczak des Weiteren den Almanach Das Science Fiction Jahr heraus. In dieser Funktion wurde er 2016 mit dem Kurd-Laßwitz-Preis ausgezeichnet.

## Veröffentlichungen (Auswahl)
- Die Zukunft. Eine Einführung. Heyne, München 2014, ISBN 978-3-453-31595-2.
- Es ist dein Planet – Ideen gegen den Irrsinn. Heyne, München 2015, ISBN 978-3-4532-6999-6.
- mit Martina Vogl: Eine neue Welt – Die Natur, die Menschen und die Zukunft unseres Planeten. Illustration Katrin Stangl, Peter Hammer Verlag, Wuppertal 2020, ISBN 978-3-7795-0647-8.
- Science-Fiction. 100 Seiten. Reclam, Ditzingen 2021, ISBN 978-3-15-020574-7.
- mit Martina Vogl: Überall Leben – Vom erstaunlichen Miteinander der Arten auf unserem Planeten. Illustration Katrin Stangl, Peter Hammer Verlag, Wuppertal 2023, ISBN 978-3-7795-0717-8.
- Die Kunst der Science-Fiction: Heyne Verlag, München, erscheint voraussichtlich am 12. Februar 2025, ISBN 978-3-453-31984-4.

## Auszeichnungen
- 2016: Kurd-Laßwitz-Preis
- 2021: Nominierung für den Deutschen Jugendliteraturpreis[3]
- 2024: Shortlist des Deutsch-Französischer Jugendliteraturpreises[4]